# Anal Cunt
Anal Cunt, також відомі як AxCx та A.C. — американський грайндкор-гурт, що утворився у Ньютоні, штат Массачусетс, у 1988 році. З моменту заснування гурт зазнав низку змін у складі і в ньому ніколи не було басиста. Гурт, відомий легковажним і галасливим музичним стилем, а також суперечливою лірикою, випустив вісім повноформатних студійних альбомів на додаток до низки збірок і мініальбомів. Anal Cunt розпалися в 2011 році після того, як засновник і фронтмен гурту Сет Патнам помер, ймовірно, через серцевий напад.
Гурт часто називають ініціалами A.C. (часто пишуть як AxCx) через образливий характер їхньої назви та цензурні обмеження на деяких радіо та в публікаціях, а на багатьох обкладинках їхніх альбомів просто зображені ініціали A.C. Однак гурту вдалося вивернути навіть цю абревіатуру, намалювавши ці літери таким чином, щоб вони нагадували анус і вульву, що можна побачити на багатьох їхніх альбомах.
Ранній матеріал гурту не містив заздалегідь написаних текстів чи музики. Натомість гурт розробив цілком імпровізований стиль, який складався з надзвичайно гучного, швидкого та нерозбірливого крику. Згодом гурт поступово змінив свій стиль і поступово почав включати більше рифів і заздалегідь написаних текстів у свої пісні. Лише тоді Anal Cunt заробили репутацію навмисно епатажних і непристойних. У 2010 та 2011 роках вийшли останні два альбоми: альбом у жанрі кок-рок під назвою Fuckin' A та альбом, схожий за стилем на їхні попередні роботи, під назвою Wearing Out Our Welcome.

## Історія

### 1988: заснування
Anal Cunt був створений 1 березня 1988 року в Ньютоні, штат Массачусетс (місто, що прилягає до Бостона), Сетом Патнемом , який раніше був учасником таких гуртів, як Executioner і Satan's Warriors. Назва «Anal Cunt» походить від спроби Патнема «отримати найбільш образливу, дурну, тупу і т.д. назву, яку тільки можливо». Поширеною помилкою є те, що гурт названий на честь пісні «Anal Cunt» Дж. Г. Алліна, але насправді пісня Алліна була написана через багато років після заснування гурту. Однак пізніше у своїй кар’єрі гурт віддав йому данину поваги, записавши версію пісні «I’ll Slice Your Fucking Throat (If You Fuck with Me)», спочатку записаної Алліном та The Murder Junkies.
У книзі журналу Q 2005 року The Greatest Rock & Pop Miscellany Ever!, Anal Cunt був включений до списку «25 назв гуртів, які повинні були залишитися на креслярській дошці». Патнем спочатку створив гурт як жарт, і вони повинні були записати лише одне демо і відіграти один концерт; проте, незважаючи на кілька коротких розпадів, гурт проіснував до 2011 року.
Спочатку гурт мав створити своєрідну «антимузику» без ритму, бітів, рифів, текстів, назв пісень чи будь-яких інших звичайних особливостей гурту — підхід, прикладом якого став мініальбом 5643 Song.

### 1988–1992: перші виступи і записи, коротка перерва
Першим виступом гурту була репетиція в 1988 році в будинку матері Патнема перед членами сім'ї, а саме його матір'ю, двома маленькими братами та бабусею, а також декількома друзями його матері. Потім було ще кілька невеликих виступів у різних підвалах і вітальнях, перш ніж відбувся перший публічний концерт у прямому ефірі на радіо в Університеті Брандейса, причому Anal Cunt був останнім у довгій низці гуртів Патнема, які виступали в такий спосіб. Це мав бути перший і останній виступ гурту. Патнем запросив на шоу майбутнього учасника Фреда Ордонеза з гурту Shit Scum, але той не прийшов. У результаті було організовано спільний концерт обох гуртів (Anal Cunt і Shit Scum), щоб Ордонез міг побачити гурт Патнема, а ще один концерт було організовано на орендованій репетиційній базі Shit Scum. Перше демо було записане на чотирьох треках у квітні на горищі його матері, але його ніколи не зводили, не випускали і ніхто не чув, окрім самих учасників гурту.
Після кількох концертів гурт спробував поїхати в турне по США в серпні 1988 року, за кілька днів до цього вони записали 47 Song Demo, яке пізніше було перевидано у збірці з матеріалом ранніх років гурту. Пізніше того ж року вони записали мініальбом 88 Song, і після його виходу гуртом зацікавилися кілька звукозаписних лейблів, у тому числі Earache Records, з якою пізніше вони підписали контракт.
Кілька релізів пізніше Earache Records знову зробив пропозицію гурту, цього разу ліцензувати 5643 Song EP для європейського тиражу (а пізніше викупити весь тираж), але Anal Cunt відхиляли такі пропозиції. Це також був момент, коли гурт вирішив, що зробив усе, що міг, і вирішив розійтися після випуску Another EP і завершення свого першого європейського туру. Цей тур відбувся у квітні, і записи з нього увійшли до численних збірок Fast Boston HC The Early Years і бутлегів Harmonized Noise і спліту Anal Cunt/Patareni.
Після виступів у кількох інших гуртах, включаючи (нещодавно реформований) George H. Brown (блюз-рок-гурт, чия пісня «Foreplay with a Tree Shredder» пізніше буде записана Anal Cunt для альбому Top 40 Hits), From Sloth to Anger, і Post Mortem, Сет Патнем і Тім Морс вирішили реформувати Anal Cunt 1 березня 1991 року, рівно через три роки після заснування гурту.
Після реформування гурту вони вирішили змінити стиль, щоб знову не занудьгувати. Гітаристом нового, трохи більш музичного Anal Cunt спочатку мав бути майбутній учасник Пол Крайнак, але зрештою ним став Фред Ордонез, колишній боксер. За цим послідувало ще кілька мініальбомів, у тому числі перший у світі акустичний нойзкоровий запис, Unplugged EP, перш ніж Патнем нарешті вирішив додати деякі елементи «справжніх пісень» до матеріалу гурту. Сет Патнем і Тім Морс випробували цю ідею під час сесії з шести пісень 1992 року, якраз перед тим, як Патнем успішно пройшов прослуховування для реформованого трешкор -гурту Siege, але пройшов деякий час, перш ніж плани були повністю реалізовані.
Пізніше того ж року Anal Cunt вирішили відправитися у ще одне європейське турне. Незважаючи на те, що Тім Морс відмовився від участі в останній момент, тур все ж таки відбувся, і гурт вирішив знайти барабанщика під час гастролей. Двоє барабанщиків, які пройшли прослуховування, були недостатньо швидкими для гурту, тому Anal Cunt вирішила, що на початку туру вони обидва будуть грати на одній ударній установці одночасно, а потім просто використовуватимуть більш швидкого з них. Більшість виступів полягали в тому, що Патнем і Ордонез заходили в натовп, били людей і руйнували обладнання не тільки через п'яність, але й для того, щоб приховати той факт, що барабанщик не дуже добре знав їхні пісні. У цьому ж турі Патнем приєднався до Fear of God на сцені барабанщиком для одного концерту, також Патнем і Ордонез записали альбом Seven Minutes of Nausea.
Повернувшись до США, Anal Cunt вирішили знайти другого гітариста, який міг би продовжувати грати з барабанщиком під час насильства і криків. Вибір припав на Джона Козіка, і з ним почалася нова ера гурту.

### 1993–2000: підписання контракту з Earache

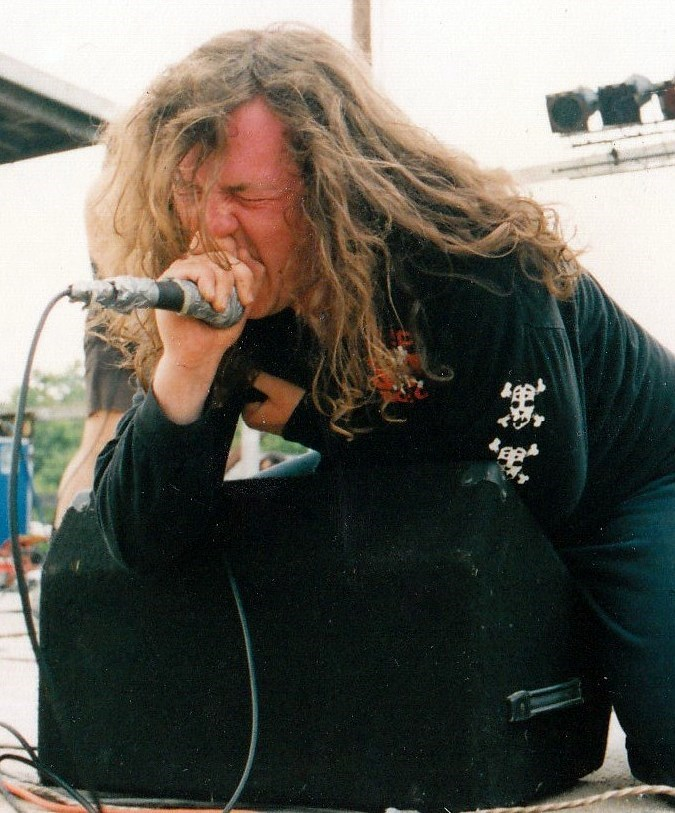
Вокаліст Сет Патнем виступає з Anal Cunt на фестивалі Relapse 1993 року

Хоча Anal Cunt випустили чимало матеріалу, їхні записи здебільшого не видавалися і їх було важко знайти, тому вони зв'язалися з лейблом Earache Records, який раніше виявляла інтерес до гурту. Anal Cunt хотіли, щоб лейбл не тільки зберігав їхні записи, але й оплачував їхні тури, оскільки гурт на той час працював, по суті, у збиток. Earache відповіли Anal Cunt, попросивши послухати новий матеріал. Потім у вересні гурт відправився в студію, щоб записати те, що пізніше вийшло на Relapse Records як Morbid Florist. Фред Ордонез ненадовго залишив гурт, але після безуспішних пошуків заміни йому було запропоновано повернутися, і Earache Records вирішили підписати з ними контракт.
Anal Cunt почали запис свого першого альбому на лейблі Everyone Should Be Killed у березні 1993 року. Невдовзі після цього Ордонеза назавжди вигнали з гурту, і його замінив Пол Крайнак. Запис було призупинено для короткого туру по Західному узбережжю США в середині 1993 року, після якого Крайнак теж покинув гурт. Це був також тур, коли Патнема заарештували за те, що він вдарив жінку мікрофоном по обличчю в Сан-Франциско під час концерту, який, разом з іншим концертом того ж року в Массачусетсі, задокументований на мініальбомі Breaking the Law.
Після деяких пошуків заміни Крайнака, Anal Cunt вирішив залишитися з одним гітаристом, Джоном Козіком. Після випуску Everyone Should Be Killed у 1994 році гурт провів ще кілька турів: один по Європі, а другий одразу після цього — у Сполучених Штатах. Європейський тур охопив Німеччину, Бельгію, Іспанію та Австрію, де Anal Cunt підтримали WBI та Necrophiliacs; в американському турі до них приєдналися Incantation, Morpheus Descends, Afterlife і Gutted.
Перехід від стилю нойз до пісень у стилі швидкого гардкору почався восени того ж року із записом їх наступного альбому Top 40 Hits, який містив сингл «Stayin' Alive (Oi! Version)».
Anal Cunt знову гастролювали по Америці, а в червні вперше провели тур по Японії. Після цього Козіка змінив Скотт Галл, відомий гуртами Pig Destroyer і Agoraphobic Nosebleed. У такому складі (або його варіаціях) був записаний альбом 40 More Reasons to Hate Us. Цей альбом ознаменував ще одну зміну в напрямку гурту, коли в їхні пісні вперше було включено слова та образи.
Послідував ще один двотижневий тур з Eyehategod, але Галл відмовився від туру, і його тимчасово замінив Козік, який повернувся після 3 концертів і 10 місяців у гурті. Після цього туру гурт знову був близький до розпаду (вдруге), але натомість вирішив ще раз перетасувати склад. Здавалося, проблема була в Тімі Морсі, тому його вигнали з гурту. Сет Патнем тепер був єдиним оригінальним учасником Anal Cunt.
Гурт ненадовго взяв паузу, поки Патнем збирав новий склад. Єдине, що вони записали за цей час — пісню «You're Gonna Need Someone On Your Side» для триб'ют-альбому The Smith The World Still Won't Listen і пісню «Two Turds and a Golf Ball» для збірки однойменного компакт-диску із Галлом на гітарі та Патнемом на барабанах і вокалі. У цей період Патнем також виконав бек-вокал для альбому Pantera The Great Southern Trendkill  у Новому Орлеані та ведучий вокал на концерті Eyehategod.
У січні 1996 року Патнем найняв нового гітариста Джоша Мартіна. Мартін був студентом Нью-Йоркського університету в 1994–1995 роках, коли Anal Cunt часто грав у Нью-Йорку, і вони стали хорошими друзями.  Насправді, ця дружба продовжиться, оскільки пізніше Патнем і Мартін об’єднали зусилля в Adolf Satan і акустичному блек-метал-гурті Impaled Northern Moonforest. Мартін переїхав до Бостона після закінчення школи, і Патнем призначив його новим гітаристом Anal Cunt. Перепробувавши багато барабанщиків, вони найняли Нейта Лінегана. Мартін хотів приєднатися до гурту раніше, але він збирався вступити на останній курс коледжу і не збирався закінчувати його до весни.
Послідував ще один тур, цього разу з Incantation і Mortician. Потім Anal Cunt випустили наступний повноформатний реліз I Like It When You Die, який вони записали до туру. Цей альбом був по суті колекцією образ і містив пісні «You're Gay» і «Technology's Gay», а також гостьовий виступ Кайла Северна з «Incantation». У багатьох піснях йдеться про «гейські» речі, оскільки це було сленгове слово в штаті Массачусетс і в середніх школах Сполучених Штатів того часу.
Після туру Лінеган покинув гурт, і діяльність знову була призупинена. Незважаючи на це, Патнем і Мартін записали кілька пісень для триб’юту Black Sabbath, In These Black Days Volume 1, який був сплітом з Eyehategod і в якому Патнем грав на барабанах. Через кілька місяців Патнем і Мартін попросили Лінегана повернутися до гурту, і він погодився.
Ще через два тури (перший в Америці з Murder One, другий в Японії) Anal Cunt записали свій останній альбом на Earache Records, It Just Gets Worse, який був випущений наприкінці їхнього європейського туру 1999 року з Flächenbrand. Альбом супроводжувався численними суперечками: лейбл змінив деякі назви пісень з юридичних причин, а також піддав цензурі тексти двох пісень.
У травні 2000 року Anal Cunt виключили з Earache Records через проблеми з дистриб'ютором.

### 2000–2009: другий розпад, реформування та 20-річчя
Незважаючи на те, що їхній лейбл відмовився від них (хоча пізніше Earache зробив їм пропозицію повернутися, яку вони відхилили) і Лінеган знову залишив гурт у вересні 1999 року, Anal Cunt продовжили діяльність, тепер з Джоном Гіллісом на барабанах. Послідували ще кілька гастролей і кілька релізів, як-от Defenders of the Hate EP і 7-дюймовий спліт-альбом із Flachenbrand (які виступали на розігріві у AC під час їхнього німецького туру 1999 року). У 2001 році також пройшов тур Defenders of the Hate, який включав два етапи: один до Каліфорнії і назад у червні, і один до Техасу і назад у вересні. В рамках туру гурт випустив лімітоване гастрольне видання альбому. Наприкінці грудня 2001 року Anal Cunt випустили офіційний прес-реліз, у якому говорилося, що вони знову розійшлись. Цього разу гурт, здавалося, розпався назавжди, було випущено лише кілька треків зі збірок і компакт-диск Very Rare Rehearsal from February 1989.
Під час шоу в 2000 році в Провіденсі, штат Род-Айленд, Dropdead виступили на розігріві у Anal Cunt, але коли Anal Cunt вийшли на сцену, Патнем почав ображати Боба Отіса з Dropdead і, зрештою, публіку, вигукуючи расистські образи і виконуючи нацистські вітання; зрештою Отіс вийшов на сцену і скинув Патнема зі сцени, після чого почалася бійка.
У березні 2003 року вони провели два ювілейні концерти до 15-річчя. Майк Маган повернувся на гітару, але Флоріан Малер грав на барабанах на тих концертах замість оригінального барабанщика Тіма Морса. Вони грали матеріал гурту з періоду 1988–1990-х років.
Anal Cunt переформувався в серпні 2003 року у складі Патнема, Мартіна та Лінегана. Однак після однієї репетиції Мартін був змушений покинути гурт через те, що потрапив до в'язниці. На заміну Патнем повернув Джона Козіка. Після кількох концертів наприкінці 2003 року (включно з одним виступом для Superjoint Ritual) і короткого туру по Японії в січні 2004 року з Napalm Death, Nasum і Pig Destroyer, Лінеган знову покинув гурт. Його знову змінив Джон Ґілліс.
У жовтні 2004 року Патнем впав у кому майже на місяць через передозування наркотиками. Спочатку повідомлялося про передозування снодійного з юридичних причин, пізніше він заявив, що це була комбінація алкоголю, креку, героїну та пляшки снодійного. Лікарі вважали, що навіть якщо він виживе, він отримає постійне серйозне пошкодження мозку, і мали намір «висмикнути штекер», перш ніж втрутилася мати Патнема. Навіть після виходу з коми Патнем був паралізований і отримав серйозне пошкодження нервів, тому для відновлення йому потрібні були місяці фізіотерапії. Під час першого шоу, яке Anal Cunt зіграв після цієї коми (з Eyehategod ), Патнем довелося сидіти в кріслі. Патнем сказав, що продовжить грати такі пісні, як «You're in a Coma», і пообіцяв, що гурт випустить новий матеріал.
Після виступу на фестивалі в Норвегії в 2006 році, під час якого Патнем повністю втратив свідомість на сцені і був без свідомості протягом усього концерту, Козік і Гілліс покинули гурт. Мартін (звільнений із в'язниці) незабаром повернувся до гурту та вмовив Лайнегана також повернутися. У 2007 році Anal Cunt випустили повноформатний компакт-диск Defenders of the Hate, який містив бонусні треки, що раніше не видавалися, наприклад із збірок 13 Bands Who Think You're Gay і Thrash of the Titans, а також треки зі спліту з Flächenbrand. Інші обіцяні релізи включали продовження Picnic of Love (Picnic of Love II) і спліт Anal Cunt/Gay Bar, що включав невиданий матеріал Anal Cunt епохи Патнема/Мартіна/Лайнегана, з одного боку, і запис Сета Патнема в гей-барі з іншого. Ці альбоми ніколи не були записані. Перевидання Defenders of the Hate стало поштовхом до ще одного туру в березні 2007 року, який включав виступ на лос-анджелеському фестивалі Murderfest Version 3.0 24 березня 2007 року з Accused, Brutal Truth, Pig Destroyer та іншими, а також виступ на британському фестивалі пізніше того ж року.
2008 рік був 20-ю річницею гурту, тож Патнем відсвяткував його декількома концертами оригінального складу з Тімом Морсом і Майком Маганом. До цього моменту Лайненан знову покинув гурт, і Мартін знову опинився у в'язниці. Вони грали в Бостоні, штат Техас, і на Західному узбережжі. 17 листопада 2008 року оригінальний склад Anal Cunt (Сет Патнем, Майк Меген і Тім Морс) завершив запис компакт диска 110 Song. Альбом був створений у рамках святкування 20-річчя гурту. Музичний стиль альбому відповідає ранньому нойзкор-стилю Anal Cunt.
Після возз'єднання оригінального складу Морс вирішив залишитися постійним барабанщиком. Повернувся й Мартін. На початку 2009 року вийшов компакт-диск Old Stuff Part 3, який містить усі треки, не пов’язані з Earache, записані Патнемом, Мартіном і Лайнеханом у 1990-х роках. Це спричинило чергову хвилю гастролей. У 2009 році AC виступали по всій території США, а також у жовтні відбувся короткий тур по Норвегії. Також у 2009 році Anal Cunt записали наступні два альбоми.

### 2010–2011: новий матеріал, смерть Патнема та остаточний розпад
У квітні 2010 року Патнем оголосив, що новий альбом майже завершено. Альбом був відкладений через перебування Джоша Мартіна у в'язниці (втретє). Трекінг соло-гітари був записаний, коли він вийшов на волю. 11 травня 2010 року Патнем оголосив, що гурт вирішив розділити новий запис на два альбоми. «Кок-рок -пісні» вийдуть в альбомі під назвою Fuckin' A у стилі, схожому на дебютний альбом Mötley Crüe Too Fast for Love, а пісні в стилі нойзграйнд вийдуть в альбомі під назвою Wearing Out Our Welcome, в якому також будуть використані бек-вокальні партії учасників Raunchous Brothers, Vaginal Jesus і Mudoven. 22 червня 2010 року Патнем завершив роботу над Fuckin' A. Пісні «Fuck Yeah» і «Cranking My Band's Demo on a Box at the Beach» вийшли на MySpace Music. 24 червня 2010 року Сет Патнем оголосив у блозі Anal Cunt Myspace, що гітарист Джош Мартін «вийшов з A.C.». Далі Патнем повідомив, що гурт гратиме і записуватиметься у складі двох музикантів. Fuckin' A вийшов 11 січня 2011 року. У той же час було оголошено, що Джош Мартін знову повернувся до Anal Cunt після лише двох концертів у складі дуету. У квітні 2011 року Anal Cunt вирушили в останній тур. Останнє шоу відбулося 30 квітня 2011 року в Клівленді.
11 червня 2011 року фронтмен і засновник гурту Сет Патнем помер від серцевого нападу, що призвело до розпаду гурту.
У 2009 році було анонсовано збірку маловідомих релізів Anal Cunt, яку планував випустити Wicked Sick Records (лейбл Сета Патнама). У жовтні 2011 року було оголошено, що це буде дводисковий набір під назвою The Old Testament. Це перевидання The Early Years 1988–1991 з новою обкладинкою, нотатками до тексту, написаними Патнемом, першим демо гурту (яке раніше не чув ніхто, крім Anal Cunt і двох дівчат, які відвідали будинок Патнема і були в кімнаті під час запису), і треки з останньої репетиції Anal Cunt у 1991 році. Він вийшов у листопаді 2011 року на Relapse Records.
Колишній гітарист Джош Мартін загинув 28 травня 2018 року, випадково впавши з ескалатора та вдарившись головою об стіл у торговому центрі Providence Place у Род-Айленді.

## Музичний стиль
Anal Cunt класифікується як грайндкор, нойзкор, нойзграйнд і гардкор.

### Тексти пісень
Anal Cunt часто згадувалися як такі, що мають загальні ліричні теми, які включають мізогінію, гомофобію, нацизм, антисемітизм, расизм, політику, критику масової культури та висміювання нещасних, хоча це не завжди було так. Багато з цих пісень містили образи та/або цілі, загальні чи специфічні для однієї особи; приклади включають афроамериканців, євреїв, гомосексуалістів, іноземців, жертв ВІЛ/СНІДу, зґвалтувань, самогубств, вбивств і жорстокого поводження з дітьми, школярів, музикантів, акторів і жителів Оллстона.
Альбом I Like It When You Die гурт розвинув ідею вмісту образ у своїх піснях, з повторюваною назвою «X Is Gay», з такими прикладами, як «You're Gay», «Technology's Gay», «Recycling Is Gay», «The Internet Is Gay», «Windchimes Are Gay» і навіть «The Word 'Homophobic' Is Gay». Ще одна повторювана назва пісні — «You X», із прикладами «You Own a Store», «You Live in a Houseboat», «You Are an Orphan», «You Go to Art School» і «You Keep a Diary». Гурт навіть пародіював цю тему з піснями «You (Fill in the Blank)» і «I'm in Anal Cunt».
Альбом It Just Gets Worse 1999 року просунув ідею навмисної образи на крок далі, представивши більш екстремальні приклади расизму та сексизму. Приклади включають «You're Pregnant So I Kicked You in the Stomach», «I Lit Your Baby on Fire» та «Women: Nature's Punching Bag». Тексти двох пісень цього альбому були змінені, а назву однієї з пісень цього альбому було змінено з «Conor Clapton Committed Suicide Because His Father Sucks» на «Your Kid Committed Suicide Because You Suck», тому що вони працювали на звукозаписний лейбл у Британії, де закони про наклеп дуже суворі. Ще одна пісня в альбомі під назвою «Easy E Got Aids from F Mercury» містить слова «Now Freddie's dead and he's in heaven; at his wake you ate watermelon» (укр. «Тепер Фредді мертвий і він на небесах; на його поминках ти з'їв кавун»).
Також в альбомі It Just Gets Worse гурт почав додавати посилання на Голокост у свої пісні, зокрема «I Sent Concentration Camp Footage to America's Funniest Home Videos». Ця тема нібито прославляння Адольфа Гітлера та його дій продовжувалася на їхніх наступних мініальбомах із такими піснями, як «Hitler Was a Sensitive Man», «I’m Hitler», «Body by Auschwitz», «I Went Back in Time and Voted for Hitler» і «Ha Ha Holocaust».
Іншою поширеною ліричною темою в матеріалі гурту була образа інших гуртів або музики загалом. До таких прикладів належать назви пісень «Rancid Sucks (and The Clash Sucked Too)», «Limp Bizkit Think They’re Black, but They’re Just Gay», «Anyone Who Likes the Dillinger Escape Plan Is a Faggot» і «311 Sucks».
Поряд з цим образливим матеріалом, деякі з їхніх інших пісень були навмисно набагато легшими, що було зроблено для самоіронії. Це включає в себе сатиричний альбом Picnic of Love, а також кавер-версії пісень, які повністю відрізняються від їхнього стилю, зокрема «Can't Touch This», «Stayin' Alive», «Escape», «Electric Avenue», «The Theme From Three's Company», «You're Gonna Need Someone on Your Side», «Hungry Hungry Hippos» і «Just the Two of Us», їх караоке-версію пісні Steve Miller Band «Abracadabra» (задуману як «кавер» на «Sabbra Cadabra» гурту Black Sabbath). На 7-дюймовій платівці "Another EP" вони зробили кавер на «Goon» гурту Goon і Riverbottom Nightmare Band з The Muppets. Вони також грали уривки з «Why Not Try Suicide» гурту P.T.L Klub, «Religious Vomit» гурту Dead Kennedys, «Breaking The Law» гурту Judas Priest і навіть зробили кавер на титульний трек альбому The Great Southern Trendkill гурту Pantera в одному зі своїх пізніших мініальбомів.
Критик Стів Г'юї назвав альбом Morbid Florist «ледве слухабельним». Сет Патнем зізнався, що надіслав копії творів гурту до видань, оскільки знав, що вони отримають негативні відгуки від авторів.

## Склад гурту
| - Сет Патнем – вокал, гітари (1988–2001, 2003–2011; помер 2011) - Тім Морс – ударні (1988–1996, 2008–2011) - Джош Мартін – гітари (1996–2001, 2006–2011; помер 2018) | - Майк Меген – гітари (1988–1990, 1998, 2003, 2008) - Фред Ордонез – гітари (1991–1992, 1992–1993) - Джон Козік – гітари (1992–1995, 2003–2006) - Пол Крейнак – гітари (1993, 1995) - Скотт Галл – гітари (1995) - Нейт Лайніген – ударні (1996–1999, 2003–2004, 2006–2007) - Джон Ґілліс – ударні (1999–2001, 2004–2006) - Флоріан Мелер - ударні (2003) |

## Дискографія
- Everyone Should Be Killed (1994)
- Top 40 Hits (1995)
- 40 More Reasons to Hate Us (1996)
- I Like It When You Die (1997)
- Picnic of Love (1998)
- It Just Gets Worse (1999)
- Defenders of the Hate (2001)
- 110 Song CD (2008)
- Fuckin' A (2010)
- Wearing Out Our Welcome (2011)